# Cynisca leucura
Cynisca leucura är en ödleart som beskrevs av  Duméril och BIBRON 1839. Cynisca leucura ingår i släktet Cynisca och familjen Amphisbaenidae. Inga underarter finns listade i Catalogue of Life.